# Christine Qunta
Christine Douts Qunta, née en 1952, est une avocate et une femme de lettres sud-africaine. Elle a été une militante du mouvement de conscience noire, engagée dans la lutte anti-apartheid, au cours des années 1970 et a passé 17 ans en exil, étudiant et pratiquant le droit en Australie, au Botswana et au Zimbabwe, avant de retourner en Afrique du Sud en 1993.

## Biographie

### Les premières années, et le militantisme
Christine Qunta est née à Kimberley, en Afrique du Sud en 1952. Après la fin de sa formation, dans les années 1970, elle se consacre à la lutte anti-apartheid. Elle est membre de la direction régionale de l'Organisation des étudiants sud-africains et de la Convention des Noirs à l'Université du Cap Occidental dans les années 1970 et a été parmi les centaines d'étudiants qui ont abandonné leurs études,. Après avoir été détenue par le gouvernement pour son activité militante, elle fuit le pays, dans la deuxième partie des années 1970, et obtient l'asile en Botswana. Elle reste en exil jusqu'en 1993.
Elle étudie le droit en Australie, à l'Université de Nouvelle-Galles du Sud, Sydney jusqu'en 1981, puis pratique le droit en Australie, au Botswana et au Zimbabwe/ Elle revient en Afrique du Sud en 1993 et travaille comme conseillère juridique pour l'entreprise Sanlam. En 1994, elle complète sa formation, sur les restructurations d'entreprises, à l'Institut de droit du développement international à Rome, en Italie. En 1995, elle lance son propre cabinet d'avocats spécialisés en droit des sociétés, Qunta Incorporated, au Cap,. Elle est l'associée principale du cabinet jusqu'en 2008, quand elle quitte cette société pour se consacrer à d'autres projets. Elle devient vice-présidente de la South African Broadcasting Corporation , jusqu'à sa démission en 2009.
Elle commence à publier des écrits en exil, y compris les recueils de poésie, tels Hoyi Na! Azania: Poems of an African Struggle, en 1979 et Heroes & other Treasures en 1990, et à diriger des ouvrages, tels Women in Southern Africa en 1987. Elle est également l'auteur de Who's Afraid of Affirmative Action : a Survival Guide for Black Professionals, en 1995, et d'autres essais, dont Why We Are Not a Nation: Essays on race and transition in South Africa en 2016. Elle intervient également comme chroniqueuse dans différents journaux,. Son travail est cité dans plusieurs anthologies et ouvrages, notamment l'anthologie Daughters of Africa en 1992.
En 2013, elle lance une société d'édition, Seriti sa Sechaba (un nom signifiant "la dignité de la nation"), qui vise à publier des œuvres, de fiction ou non, par des auteurs noirs, métis ou d'origine indienne, sur leurs expériences et leur culture, en anglais et en langues autochtones.

## Principales publications
- Hoyi Na! Azania: Poems of an African Struggle (Marimba Enterprises, 1979)
- (Direction d'ouvrage) Women in Southern Africa (Allison and Busby, 1987; 1988,  (ISBN 978-0850317459))
- Heroes & other Treasures (Seriti sa Sechaba Publishers, 1990,  (ISBN 978-0620152914))
- Who's Afraid of Affirmative Action: a Survival Guide for Black Professionals (Kwela Books, 1995,  (ISBN 978-0795700033))
- Why We Are Not a Nation: Essays on race and transition in South Africa (Seriti sa Sechaba Publishers, 2016,  (ISBN 9780994677013))